# Юнацька збірна СРСР з футболу (U-16)
Юнацька збірна СРСР з футболу (U-16) — футбольна збірна СРСР, що складалася із гравців віком до 16 років. Керівництво командою здійснювала Федерація футболу СРСР.
Збірна боролося за право участі у юнацьких чемпіонатах Європи (U-16), за свою історію кваліфікувавшись до участі у шести фінальних турнірах цих змагань та ставши чемпіоном Європи серед 16-річних у 1985 році.
1987 року уперше і востаннє у своїй історії кваліфікувалася до фінальної частини юнацького чемпіонату світу відповідної вікової категорії, відразу здобувши титул чемпіонів.

## Юнацький чемпіонат Європи (U-16)
|  | - 1982 : не кваліфікувалася - 1984 : віце-чемпіон - 1985 : чемпіон - 1986 : третє місце - 1987 : віце-чемпіон |  | - 1988 : не кваліфікувалася - 1989 : груповий етап - 1990 : не кваліфікувалася - 1991 : груповий етап - 1992 : не кваліфікувалася, змагалася представляючи СНД |